# B. J. Whitmer
Benjamin Whitmer (nascido em 25 de janeiro de 1978) é um ex-lutador americano de wrestling profissional, mais conhecido pelo seu nome no ringue, B.J. Whitmer. Ele é mais conhecido por seu tempo na Ring of Honor (ROH), onde ele ganhou quatro vezes o ROH World Tag Team Championship.

## No wrestling
- Movimentos de finalização
  - Adrenaline Spike (Reverse piledriver)[2][6]
  - Frog splash[1][2]
  - Wrist-clutch exploder suplex,[1][2][7] as vezes da segunda corda[1]

- Movimentos secundários
  - Back elbow[1]
  - Brainbuster[6]
  - Diving headbutt[1]
  - Falling inverted DDT[1]
  - High knee[7]
  - Lariat[1]
  - Leg lariat[1]
  - Multiple knee lifts[7]
  - Múltiplas variações de suplex
    - Dragon[6]
    - German[1][7]
    - Northern Lights[1]
    - Snap[1]
    - Swinging cradle[8]

  - Powerbomb[6]
  - Spinebuster[6]
  - Standing or a running big boot[6]
  - Swinging hangman's neckbreaker[1]
  - Turnbuckle powerbomb[6]

- Com Jimmy Jacobs
  - Movimentos de finalização duplos
    - Doomsday Rana[1]
    - Combinação Powerbomb / Contra Code[9]

- Gerentes
  - Allison Danger[10][11]
  - Jim Fannin[10]
  - Jim Cornette[1]
  - Lacey[1][10]
  - Daizee Haze[1]

- Temas de entrada
  - "Cochise" por Audioslave[12][13] (ROH)
  - "Self Revolution" por Killswitch Engage[12][13] (ROH)
  - "Down" por Stone Temple Pilots[12][13] (CZW / IWA Mid-South / IWC; Usado enquanto dupla com Dan Maff)
  - "Personal Jesus" por Marilyn Manson[12] (IWA Mid-South)
  - "Thief's Theme" by Nas[12] (ROH; Usado enquanto dupla com Dan Maff)
  - "Slither" por Velvet Revolver[12] (ROH; Usado enquanto dupla com Jimmy Jacobs)

## Campeonatos e prêmios
- Absolute Intense Wrestling
  - AIW Intense Championship (1 vez)[14]

- Heartland Wrestling Association
  - HWA Cruiserweight Championship (1 vez)[15]
  - HWA Heavyweight Championship (2 vezes)[16]

- Independent Wrestling Association East Coast
  - IWA East Coast Heavyweight Championship (1 vez)[17]

- Independent Wrestling Association Mid-South
  - IWA Mid-South Heavyweight Championship (2 vezes)[1][18]
  - IWA Mid-South Light Heavyweight Championship (1 vez)[19]
  - Revolution Strong Style Tournament (2002)[1]
  - Ted Petty Invitational (2002)[1]

- Mad Pro Wrestling
  - MPW Heavyweight Championship (1 vez)[20]

- New Breed Wrestling Association
  - NBWA Heavyweight Championship (1 vez)[21]

- Pro Wrestling Illustrated
  - PWI classificou-o em #118 dos 500 melhores wrestlers no PWI 500 em 2007[22]

- Ring of Honor
  - ROH Tag Team Championship (4 vezes) – com Dan Maff (2) e Jimmy Jacobs (2)[5]